# Gargara hainanensis
Gargara hainanensis är en insektsart som beskrevs av William D. Funkhouser 1937. Gargara hainanensis ingår i släktet Gargara och familjen hornstritar. Inga underarter finns listade i Catalogue of Life.